# باتريشيا كوندي غاليندو
باتريشيا كوندي غاليندو (بالإسبانية: Patricia Conde)‏ (و. 1979  م) هي ممثلة، ومقدمة تلفزيونية، وممثلة هزلية، وعارضة، وممثلة مسرحية، وممثلة أفلام إسبانية، ولدت في بلد الوليـد.

## وصلات خارجية
- باتريشيا كوندي غاليندو على موقع IMDb (الإنجليزية)
- باتريشيا كوندي غاليندو على موقع ألو سيني (الفرنسية)
- باتريشيا كوندي غاليندو على موقع قاعدة بيانات الفيلم (الإنجليزية)
- باتريشيا كوندي غاليندو على موقع كينوبويسك (الروسية)

- باتريشيا كوندي غاليندو في قاعدة بيانات الأفلام على الإنترنت